# Осколки (песня МакSим)
«Осколки» — песня, исполняемая российской певицей МакSим и написанная ею совместно с Алсу Ишметовой. Композиция была издана как второй официальный сингл МакSим с её четвёртого альбома «Другая реальность». Песня была выпущена 12 сентября 2011 года.

## Предыстория и релиз
Композиция написана самой МакSим и её подругой и давним соавтором — Алсу Ишметовой, — которая является автором текста песни. Певица проанонсировала композицию задолго до премьеры, которая состоялась в начале сентября в эфире «Русского радио». Сама МакSим охарактеризовала «Осколки», как «песню о свободе и о наших желаниях». Общий релиз на радио состоялся 12 сентября, через систему Tophit.

## Музыка и лирика
«Осколки» — это электронная поп-композиция. Гуру Кен писал, что в песне присутствуют «нежный, чуть разочарованный в жизни голосок, умеренно-жесткие электронные риффы и уютная мелодия». Песня была записана в среднем темпе. На сайте Ru.fm писали, что композиция «получилась не трагичной и драматичной, как обычно случается в творчестве исполнительницы, но и слишком динамичной её не назовешь».
«Это песня о взбалмошной особе, которая слишком легко относится как к жизни в целом, так и к самой себе. Но на самом деле, она только кажется легкомысленной, а наедине с собой она совсем другая», — рассказывала о песне МакSим.

## Музыкальное видео
По информации журнала «Billboard» съёмки клипа к композиции прошли в середине августа в Киеве. Съёмки длились два дня, под руководством украинского режиссёра Сергея Ткаченко, а в основе сюжета лежит история о том, как «случайный телефонный звонок может в корне изменить привычную жизнь».
В ходе съёмок МакSим поднималась на крышу высотного здания в историческом центре Киева, спускалась в метро и совершила прогулку по скоростной трассе. Также на YouTube был выложен тизер клипа.
28 сентября 2011 года состоялась премьера клипа.
По состоянию на январь 2017 года, видео на официальном канале певицы на YouTube набрало более 10 млн просмотров.

## Список композиций
- Цифровой сингл[8][9]

| №  | Название                    | Автор(ы)                        | Длительность |
| -- | --------------------------- | ------------------------------- | ------------ |
| 1. | «Осколки»                   | Марина Максимова, Алсу Ишметова | 3:47         |
| 2. | «Осколки» (Paul Vine Remix) | Марина Максимова, Алсу Ишметова | 3:26         |

- Радиосингл[10]

| №  | Название                    | Автор(ы)                        | Длительность |
| -- | --------------------------- | ------------------------------- | ------------ |
| 1. | «Осколки»                   | Марина Максимова, Алсу Ишметова | 3:47         |
| 2. | «Осколки» (Paul Vine Remix) | Марина Максимова, Алсу Ишметова | 3:21         |

## Реакция критики
Гуру Кен положительно описал песню, назвав её «новым боевиком». Журналист писал о МакSим: «Повзрослевшая набоковская Лолита, подбирающаяся к своему 30-летию, но не желающая терять романтический взгляд на жизнь и сознательно оставляющая у себя долю наивности. Мило». Булат Латыпов в журнале «Афиша» отмечал, что песня мало чем отличается от предыдущих творений певицы, однако описал её положительно, сказав, что «новые песни пишет тот, у кого старые плохие». Журналист также прокомментировал утверждение МакSим о том, что песня «о свободе и о наших желаниях»: «…в данном случае певица есть медиум, через которого говорят те же боги, что наставили некогда на путь истинный Таню Буланову. Главное её предназначение и заслугу можно выразить, чуточку перефразировав Бальмонта: „Не будь её, мы долго бы не знали страданий женской любящей души, её заветных дум, немой печали; лишь с ней впервые прозвучали те песни, что таилися в тиши“».
На сайте проекта «МирМэджи» автор статьи, рецензируя альбом «Другая реальность», сравнил песню «Осколки» с ранним творчеством Бритни Спирс.

## Чарты и рейтинги
В российском чарте цифровых треков песня дебютировала на 5 месте.
Песня заняла 2 место в пользовательском голосовании за лучшую композицию 2011 года, на портале «Muz.ru».
Видеоклип на композицию попал в список «20 поп-клипов года», составленном Алексеем Мажаевым для «Звуков.ру».
В Топ-100 лучших видеоклипов телеканала «ОЕТV», который вещает на территории Латвии, Литвы и Эстонии, по итогам 2011 года клип занял 13 место, в аналогичном чарте по итогам 2012 года клип попал на 10 строчку. 
На премии «OE Video Music Awards 2012» «Осколки» попали в номинацию Лучшая песня.
| Страна/территория (Чарт)           | Высшая позиция |
| ---------------------------------- | -------------- |
| Tophit Общий Топ-100               | 16             |
| Tophit Топ-100 по заявкам          | 10             |
| Tophit Российский Топ-100          | 17             |
| Tophit Московский Топ-100          | 20             |
| Tophit Санкт-Петербургский Топ-100 | 36             |
| Tophit Украинский Топ-100          | 28             |
| Tophit Киевский Топ-100            | 34             |
| 2М Топ 10. Цифровые треки          | 5              |
| Красная звезда. Радиочарт          | 7              |
| Красная звезда. Видеочарт          | 1              |
| Красная звезда. Народный чарт      | 6              |
| iTunes Norway                      | 41             |
| iTunes Germany                     | 96             |

| Страна/территория (Чарт)           | Высшая позиция |
| ---------------------------------- | -------------- |
| Tophit Общий Топ-100               | 24             |
| Tophit Топ-100 по заявкам          | 10             |
| Tophit Российский Топ-100          | 25             |
| Tophit Московский Топ-100          | 24             |
| Tophit Санкт-Петербургский Топ-100 | 46             |
| Tophit Украинский Топ-100          | 51             |
| Tophit Киевский Топ-100            | 59             |
| Красная звезда. Радиочарт          | 7              |
| Красная звезда. Видеочарт          | 1              |
| Красная звезда. Чарт продаж        | 41             |
| Красная звезда. Народный чарт      | 30             |
| Красная звезда. Экспертный чарт    | 8              |
| Красная звезда. Сводный чарт       | 14             |

| Страна/территория (Чарт)        | Высшая позиция |
| ------------------------------- | -------------- |
| Красная звезда. Радиочарт       | 30             |
| Красная звезда. Видеочарт       | 2              |
| Красная звезда. Чарт продаж     | 39             |
| Красная звезда. Народный чарт   | 6              |
| Красная звезда. Экспертный чарт | 16             |
| Красная звезда. Сводный чарт    | 14             |

| Страна/территория (Чарт)    | Высшая позиция |
| --------------------------- | -------------- |
| Tophit Общий Топ-200        | 162            |
| Tophit Общий Топ-200 (рус.) | 74             |
| Tophit Топ-200 по заявкам   | 111            |
| Muz.ru                      | 2              |
| ОЕТV                        | 10             |